# Álbum (álbum de Lu)
Álbum es el segundo y último álbum de estudio del dúo pop mexicano Lu. 
El primer sencillo es llamado «La vida después de ti», el segundo «Si tú me quisieras» y el tercero «Voy a llorar», aunque este último tuvo promoción nula debido a la separación del dueto.
Este fue su último disco que grabaron como dúo, ya que se separaron por fuertes diferencias creativas y personales y tiempo después, cada uno continuaron sus carreras en solitario.

## Lista De Canciones
1. Enamorarme de ti
2. La vida después de ti
3. Si tú me quisieras
4. Piénsalo bien
5. Tú
6. Te voy a extrañar
7. Voy a llorar
8. Sin un adiós
9. María
10. Maldita estupidez
11. Vida hay que vivir

## Álbum (Deluxe Edition) (CD + DVD)
Álbum (Deluxe Edition) es el mismo disco, sólo que a este se le agregó un DVD con toda su videografía y un detrás de cámaras. Este fue editado para Estados Unidos y Puerto Rico.
CD:
1. La Vida Después De Ti
2. Te Voy A Extrañar
3. Vida Hay Que Vivir
4. Si Tú Me Quisieras
5. Maldita Estupidez
6. Enamorarme De Ti
7. Piénsalo Bien
8. Voy A Llorar
9. Sin Un Adiós
10. María
11. Tú

DVD:
1. Por Besarte
2. Duele
3. Una Confusión
4. La Vida Después De Ti
5. Si Tú Me Quisieras
6. La Vida Después De Ti (Detrás De Cámaras)